# Classic (snooker)
Classic je bil poklicni snooker turnir.
Prvič so ga pod sponzorstvom Wilsonsa priredili leta 1980 pod imenom Wilsons Classic. Leta 1982 je sponzor postala Lada in turnir organizirala trikrat - v letih 1982, 1983 in 1984. Leta 1984 je turnir prvič štel tudi za točke svetovne jakostne lestvice. Turnir je pod sponzorstvom Lade za jakostno lestvico štel le eno leto, saj je leta 1985 sponzorstvo prevzel Mercantile Credit in turnir prirejal pod imenom Mercantile Credit Classic nadaljnjih 7 sezon. Zadnjič so turnir priredili leta 1992.
Turnir je največkrat pripadel Stevu Davisu, ki se je v trinajstletni zgodovini turnirja na prvo mesto povzpel kar 6-krat. Od teh 6 zmag je 2 dosegel v času, ko turnir ni štel za jakostno lestvico. Njegov najbližji zasledovalec je Jimmy White, ki je turnir osvojil 2-krat.
Na turnirju se je zgodilo tudi nekaj dogodkov, ki so se zapisali v zgodovino:
- Leta 1982 je Steve Davis med dvobojem proti Johnu Spencerju dosegel niz 147 točk. To je bil tudi prvi niz 147 točk v zgodovini snookerja, ki so ga ujeli v kamero in predvajali po televiziji.
- Leta 1983 je Bill Werbeniuk v najboljši sezoni svoje kariere dosegel finale turnirja in tam priznal premoč Stevu Davisu. To je bil tudi njegov edini finale katerega koli turnirja jakostne lestvice.
- Leta 1984 sta finalni dvoboj odigrala Steve Davis in Tony Meo. Izid je bil 8-8 in le še nekaj barvnih krogel je ostalo na mizi v odločilnem framu. Ko se je Meo postavil, da bi udaril rumeno kroglo, je eden od gledalcev zavpil: »Dajmo, Tony!« Čeprav si je zatem Meo vzel nekaj časa, da bi se zbral pred odločilnim udarcem, je nato vseeno zgrešil udarec. Na vrsti je bil tako Davis, ki je počistil vse preostale barvne krogle in zmagal.
- Leta 1985 je Willie Thorne osvojil svoj prvi turnir za jakostno lestvico. V zelo kakovostnem finalu je ugnal Cliffa Thorburna z rezultatom 13-8. Predhodno v sezoni je Thorburn izgubil še v enem finalu turnirja jakostne lestvice, prav tako proti enemu bolj priljubljenih igralcev v karavani, Dennisu Taylorju. Zmaga na Grand Prixju je bila tedaj tudi za Taylorja prva zmaga na katerem koli turnirju, ki je štel za jakostno lestvico.
- Leta 1986 je turnir osvojil Jimmy White, kar je bila zanj prva zmaga na kakem turnirju jakostne lestvice.
- Leta 1989 je Doug Mountjoy v starosti 47 let osvojil svoj drugi zaporedni turnir jakostne lestvice. Predtem je zmagal še na turnirju UK Championship.

## Zmagovalci
| Leto                                 | Zmagovalec                   | Nasprotnik v finalu          | Končni izid                  | Sezona                       |
| Wilsons Classic (nejakostni)         | Wilsons Classic (nejakostni) | Wilsons Classic (nejakostni) | Wilsons Classic (nejakostni) | Wilsons Classic (nejakostni) |
| ------------------------------------ | ---------------------------- | ---------------------------- | ---------------------------- | ---------------------------- |
| 1980                                 | John Spencer                 | Alex Higgins                 | 4 - 3                        | 1979/80                      |
| 1981                                 | Steve Davis                  | Dennis Taylor                | 4 - 1                        | 1980/81                      |
| Lada Classic (nejakostni)            |                              |                              |                              |                              |
| 1982                                 | Terry Griffiths              | Steve Davis                  | 9 - 8                        | 1981/82                      |
| 1983                                 | Steve Davis                  | Bill Werbeniuk               | 9 - 5                        | 1982/83                      |
| Lada Classic (jakostni)              |                              |                              |                              |                              |
| 1984                                 | Steve Davis                  | Tony Meo                     | 9 - 8                        | 1983/84                      |
| Mercantile Credit Classic (jakostni) |                              |                              |                              |                              |
| 1985                                 | Willie Thorne                | Cliff Thorburn               | 13 - 8                       | 1984/85                      |
| 1986                                 | Jimmy White                  | Cliff Thorburn               | 13 - 12                      | 1985/86                      |
| 1987                                 | Steve Davis                  | Jimmy White                  | 13 - 12                      | 1986/87                      |
| 1988                                 | Steve Davis                  | John Parrott                 | 13 - 11                      | 1987/88                      |
| 1989                                 | Doug Mountjoy                | Wayne Jones                  | 13 - 11                      | 1988/89                      |
| 1990                                 | Steve James                  | Warren King                  | 10 - 6                       | 1989/90                      |
| 1991                                 | Jimmy White                  | Stephen Hendry               | 10 - 4                       | 1990/91                      |
| 1992                                 | Steve Davis                  | Stephen Hendry               | 9 - 8                        | 1991/92                      |